# Torres Petronas
Les Torres Petronas, a Kuala Lumpur, capital de Malàisia, obra de l'arquitecte argentí César Pelli, van ser els edificis més alts del món entre 1998 i 2003, superats el 17 d'octubre de 2003 per l'edifici Taipei 101 a Taiwan. Aquests gratacels tenen una altura de 452 metres. Les torres, amb 88 pisos de formigó armat i una façana feta d'acer i vidre, s'han convertit en el símbol de Kuala Lumpur i Malàisia.

## Història
Van ser dissenyades per l'arquitecte argentí César Pelli i acabades el 1998. Amb 88 pisos, d'estructura majoritàriament de formigó i vidre, evoquen motius tradicionals de l'art islàmic, fent honor a l'herència musulmana de Malàisia. Pelli va utilitzar un disseny geomètric islàmic molt tradicional. La construcció de les torres va començar el 1988, la superestructura es va iniciar l'1 d'abril de 1994 i els interiors es van acabar i moblar l'1 de gener de 1996. Les espires de les dues torres es van acabar dos mesos més tard, i els primers empleats de Petronas s'hi van traslladarel 1r de gener de 1997. No obstant això, les torres foren inaugurades oficialment l'1 d'agost de 1999.
En la construcció es van implicar treballadors de diferents nacions que van aportar el seu coneixement i treball. En la construcció de les dues torres es va dissenyar una estratègia que va permetre accelerar el treball. Es van crear dos equips, un format per treballadors coreans i l'altre per japonesos, cada un a càrrec d'una torre, de manera que hi va haver una gran competència per atènyer el millor i més ràpid treball.
Les torres es troben unides per una passarel·la entre els pisos 41 i 42, que forma un portal. El pont celeste (skybridge), com és anomenat, és el punt més alt accessible per als visitants i el pont de dos pisos més alt del món.
A l'interior de les torres hi ha oficines, entre les quals destaquen les de la companyia petroliera Petronas i la seu a Malàisia de l'empresa Microsoft.
Al peu de la torre hi ha el Kuala Lumpur Convention Center (KLCC) i el popular centre comercial Suria Kentuki.

## Imatges

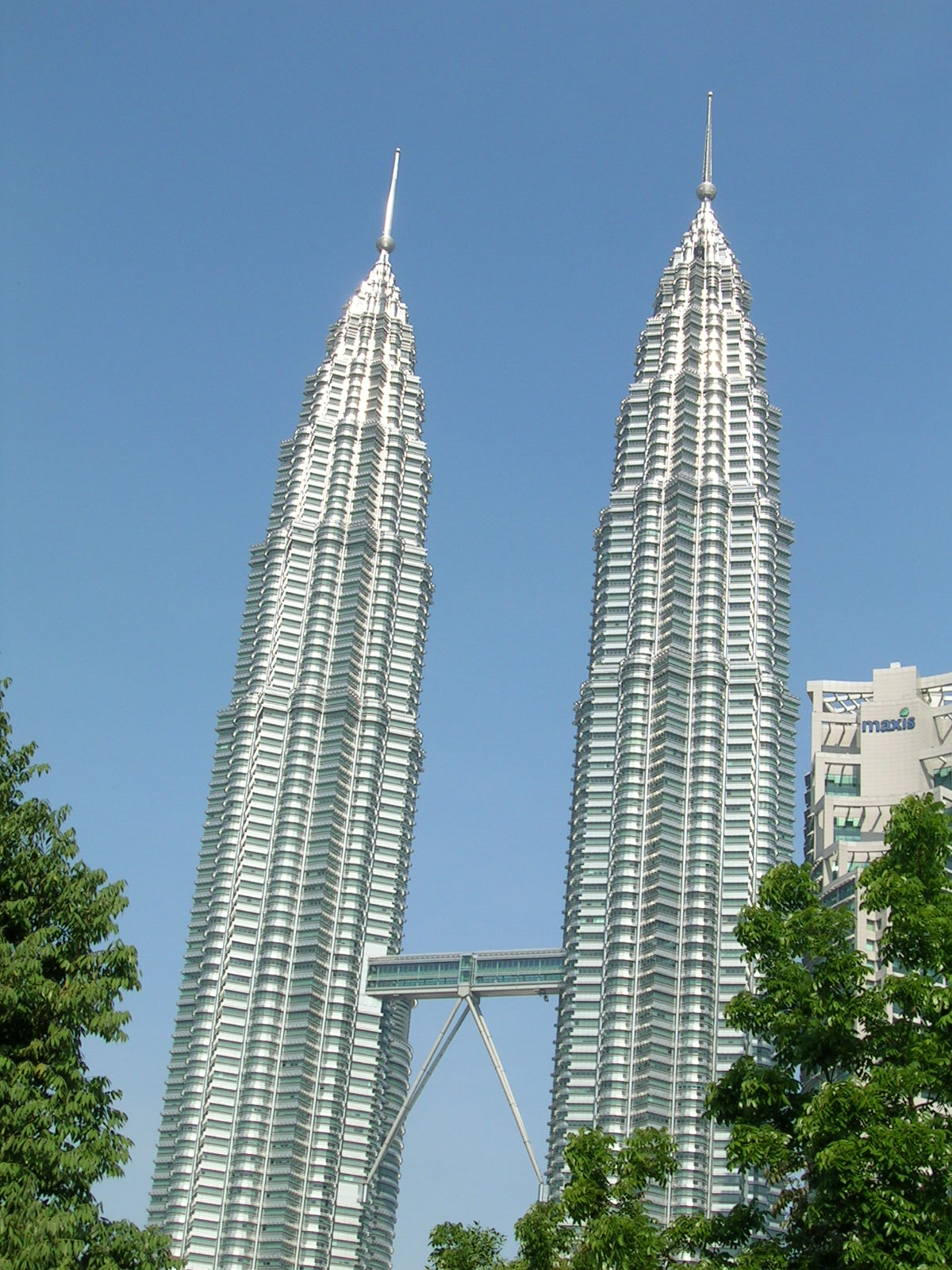
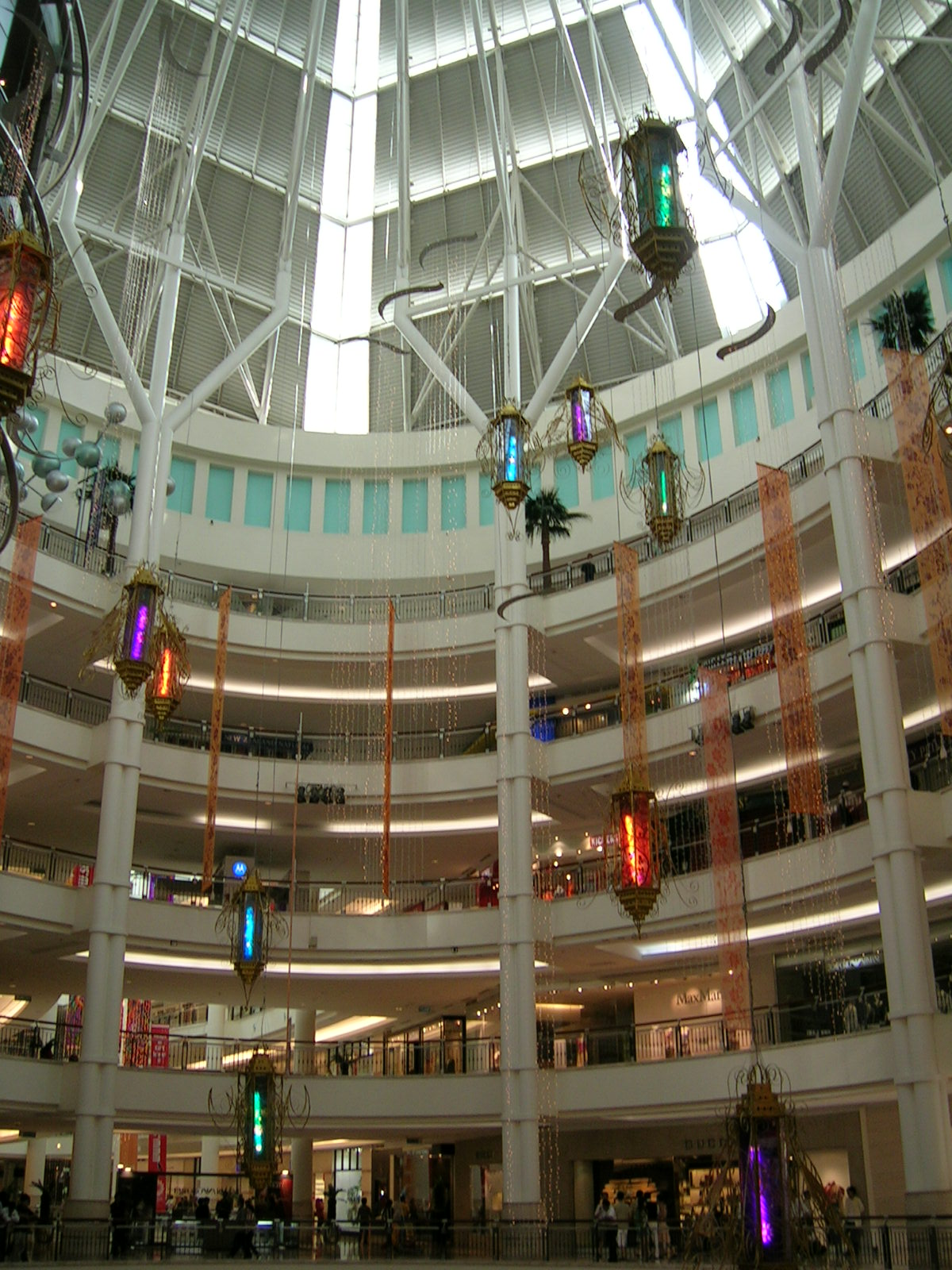
El centre comercial de les torres
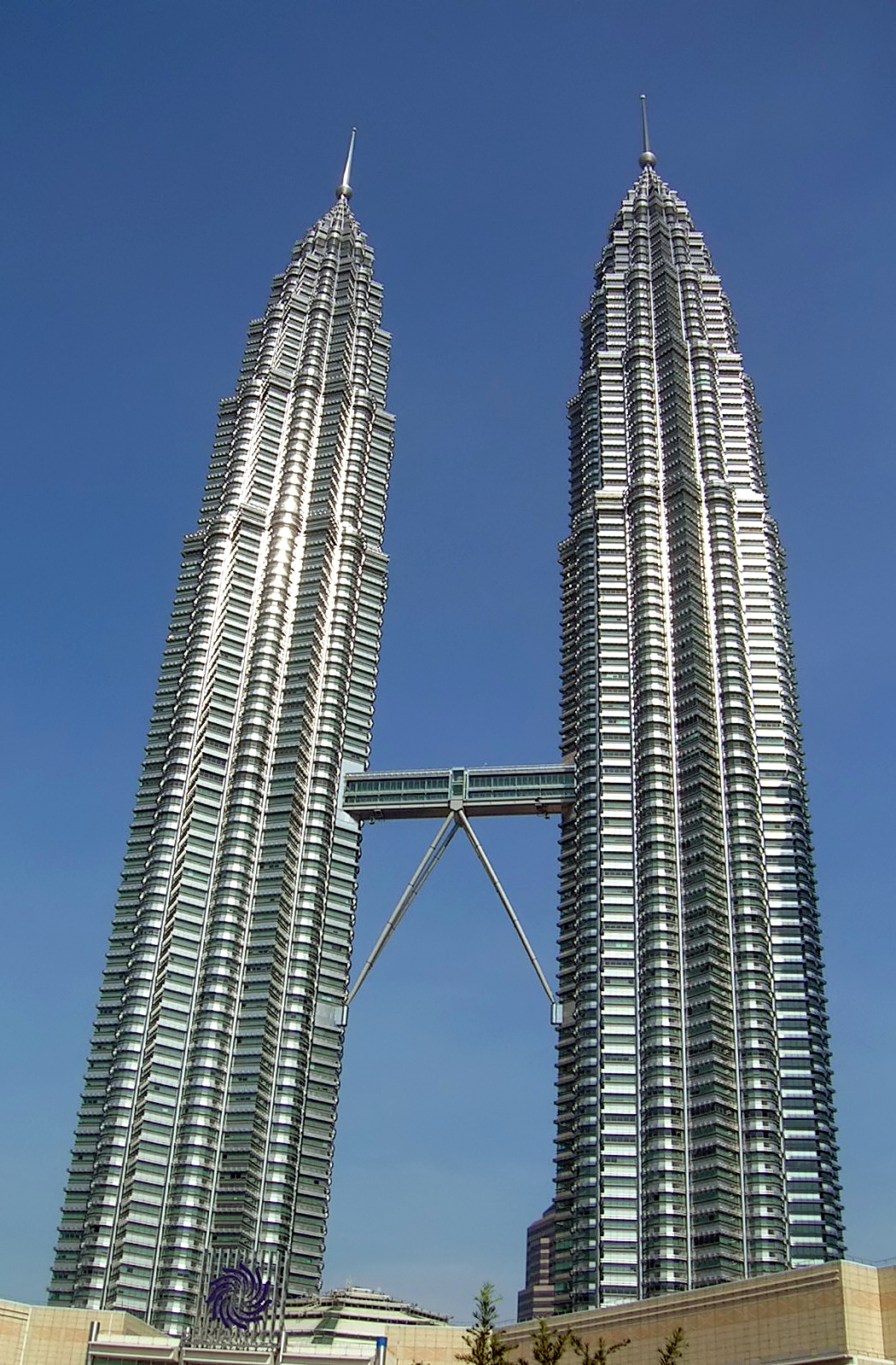
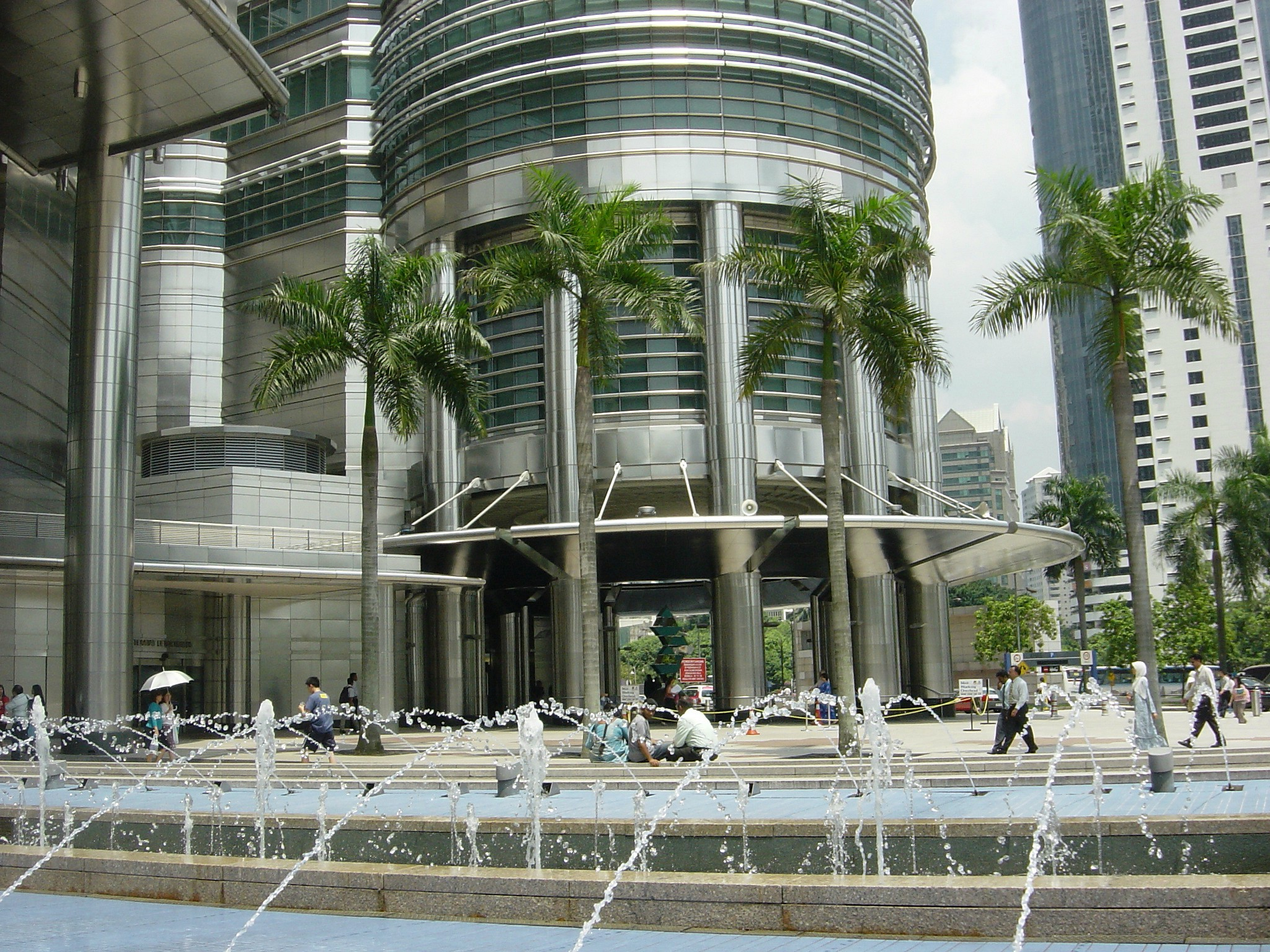
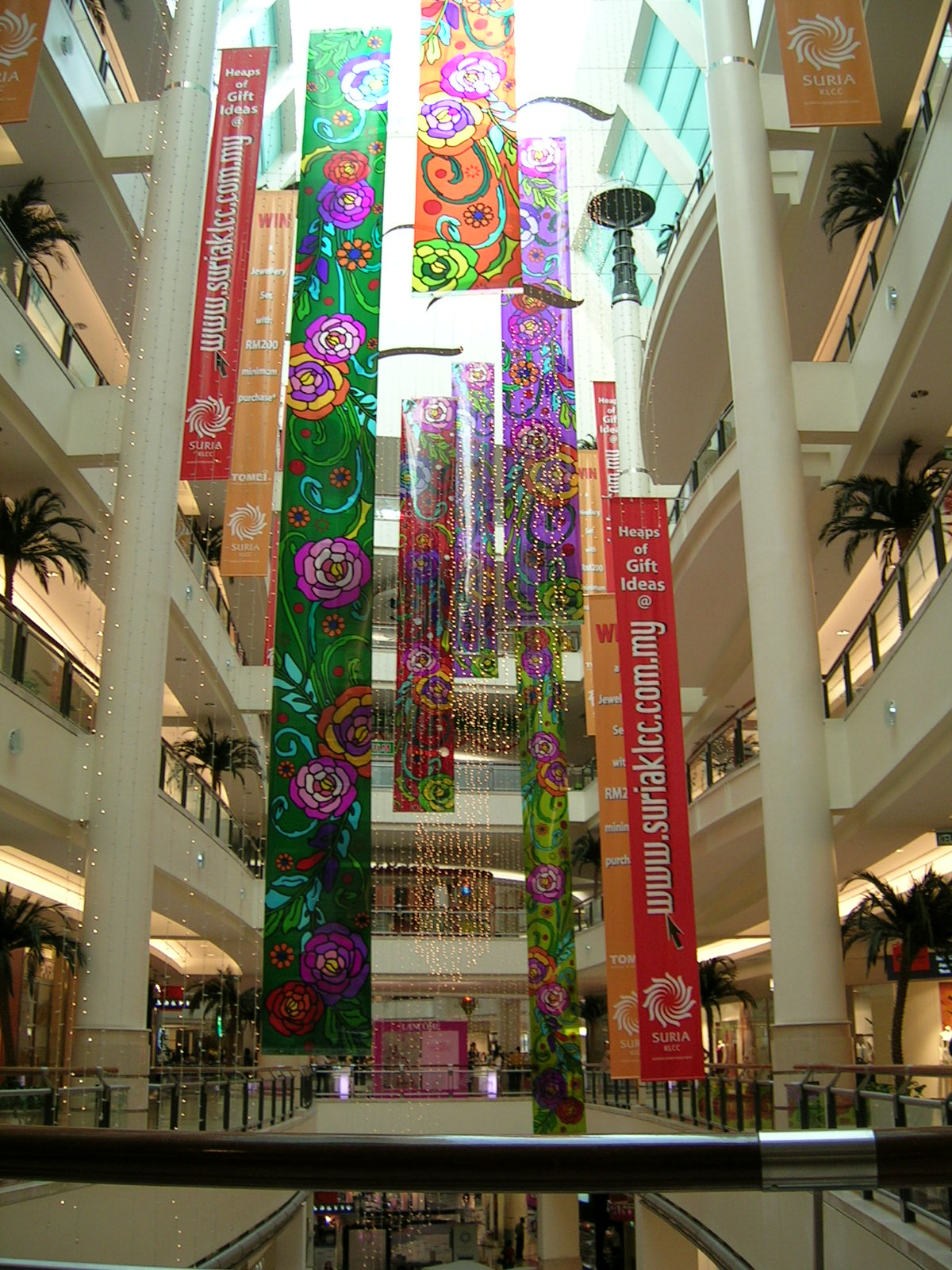
Complex comercial KLCC
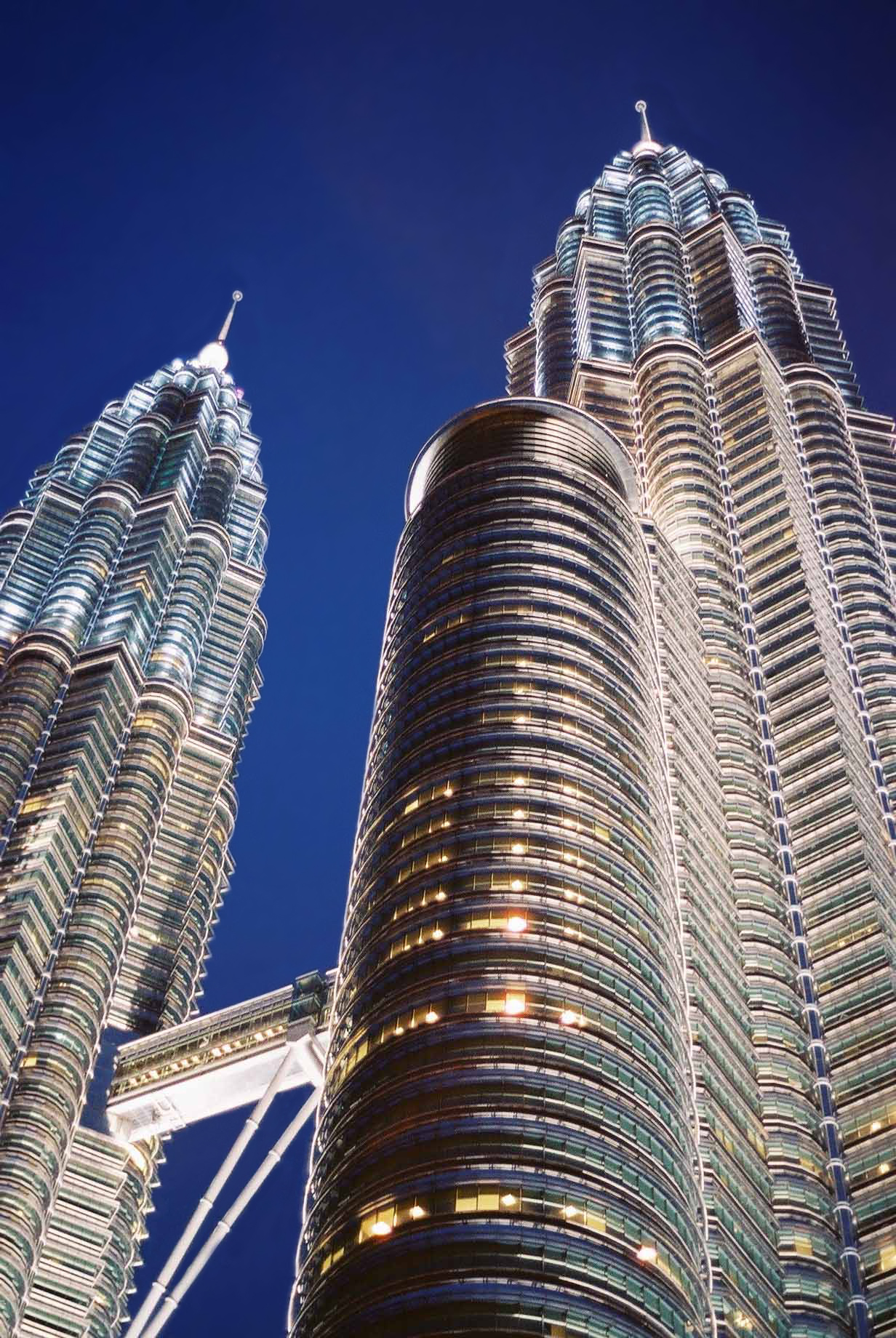
Les torres de nit
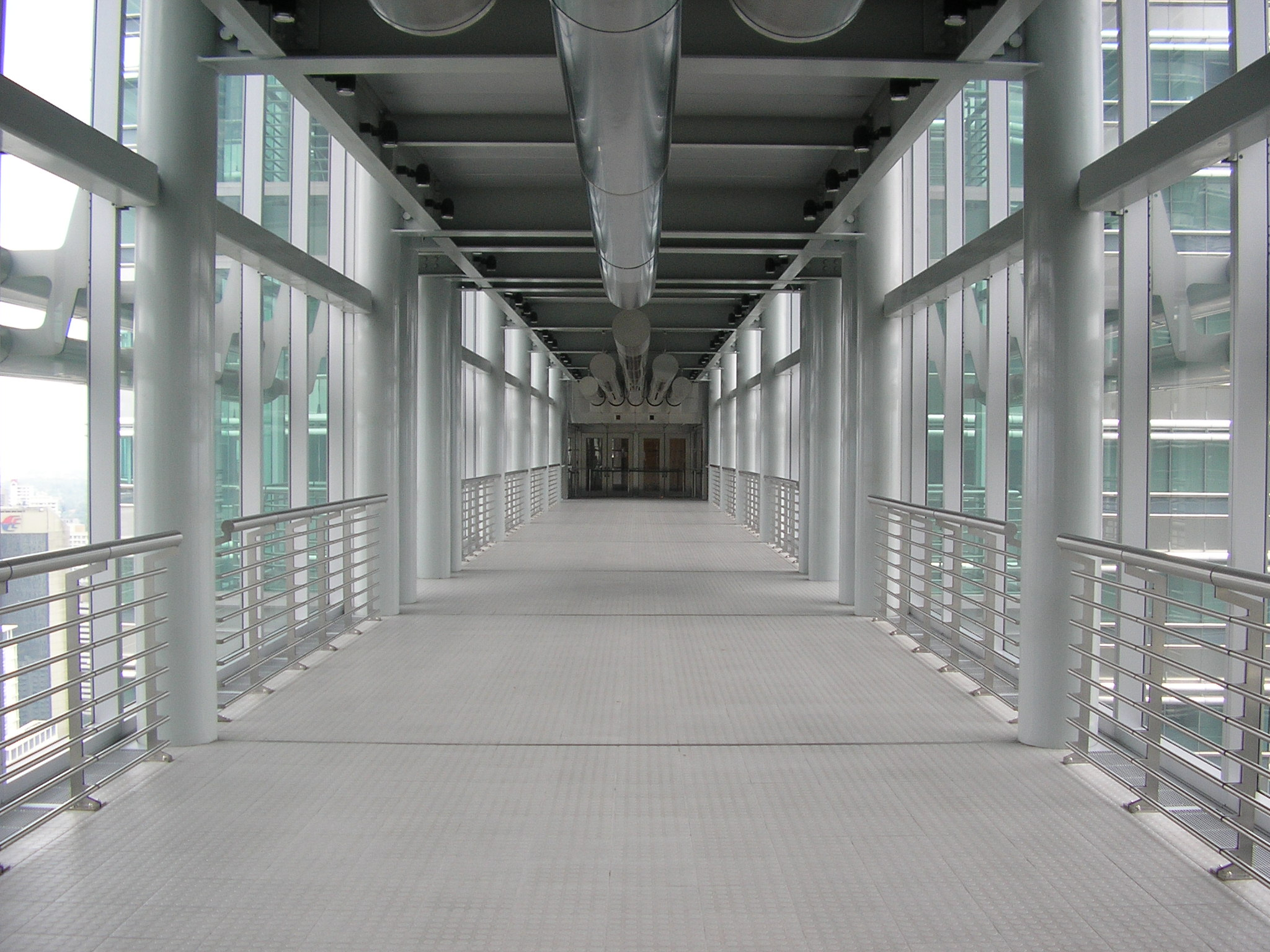
El Pont
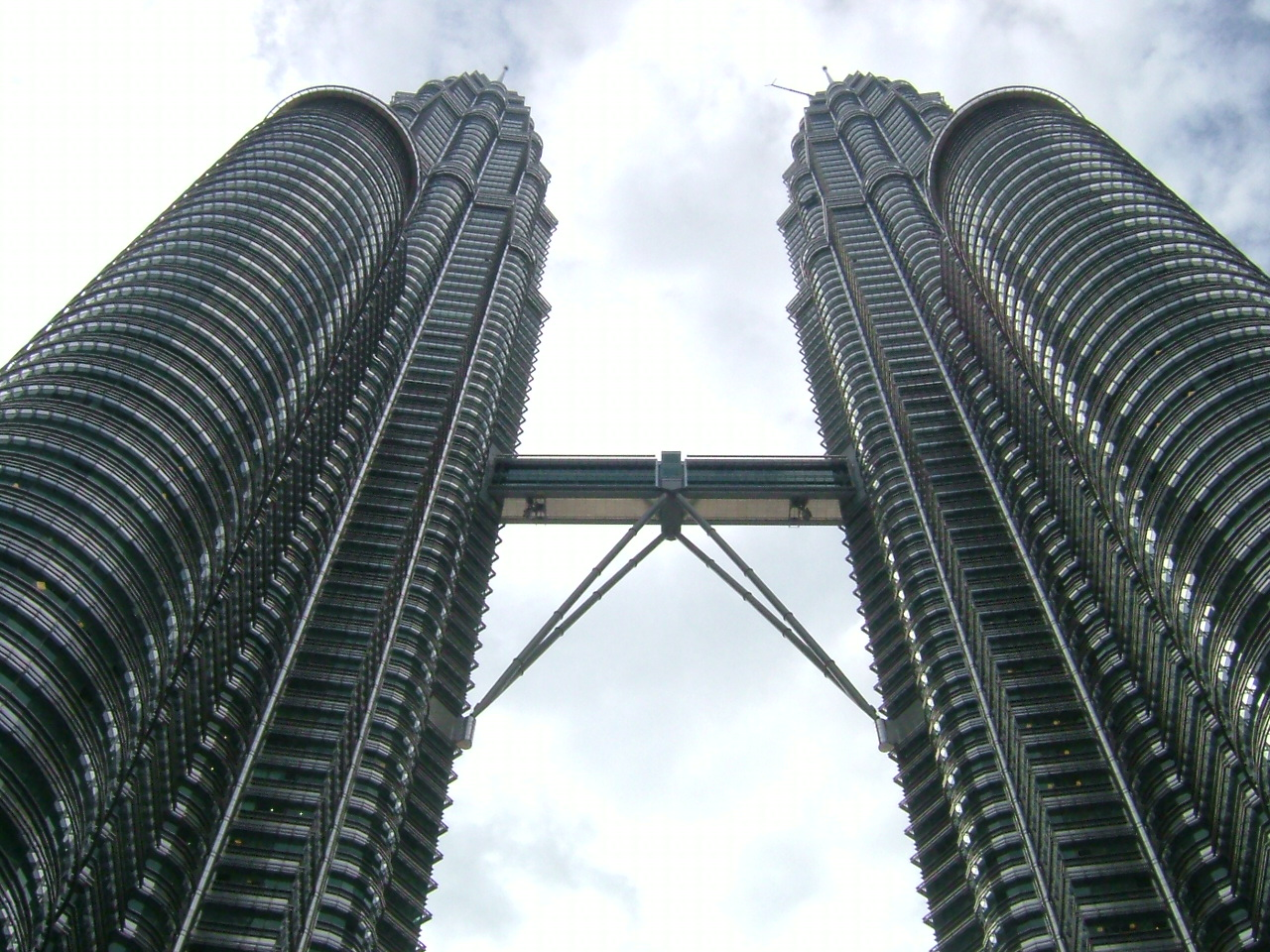
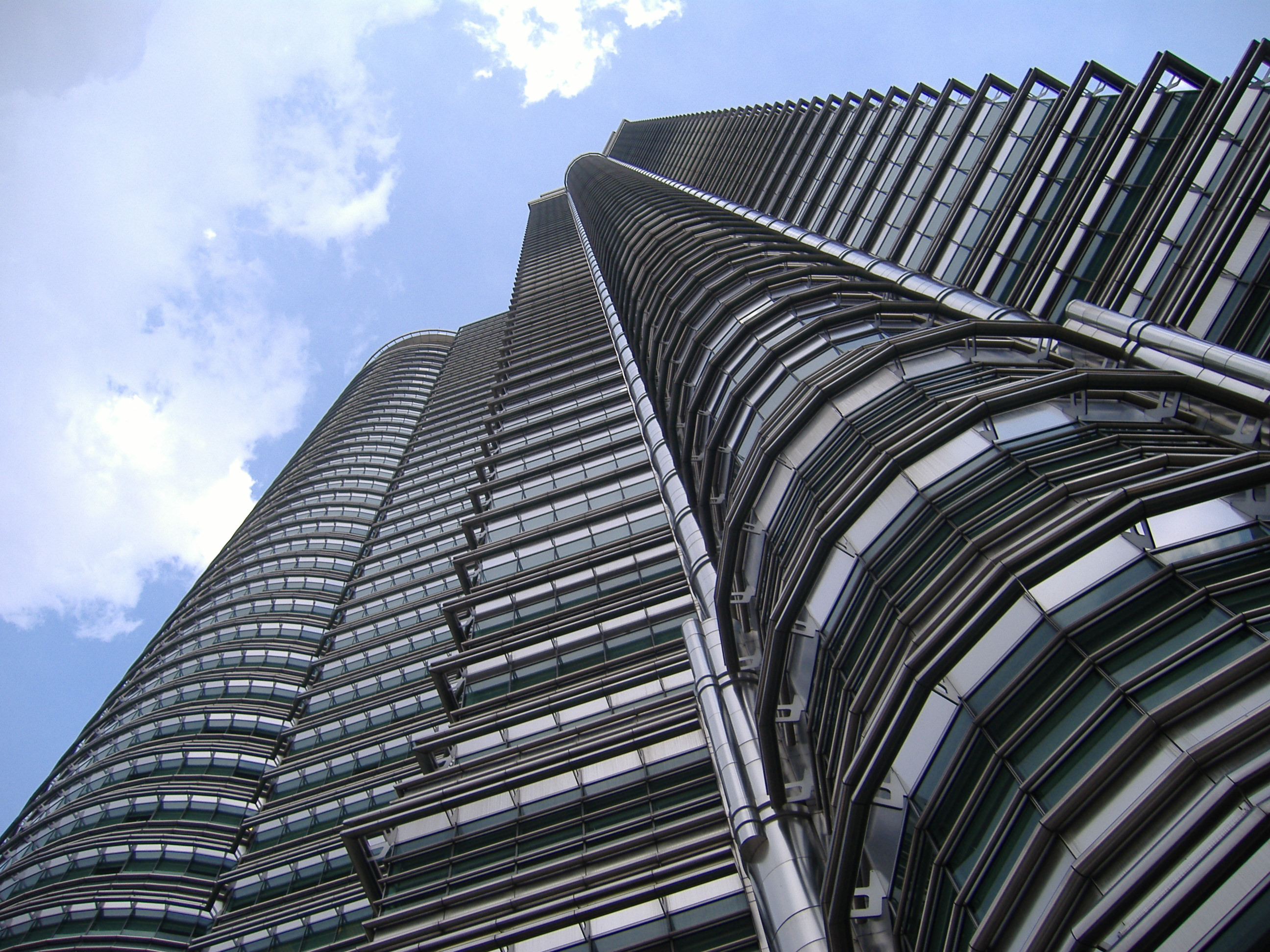
La torre nord
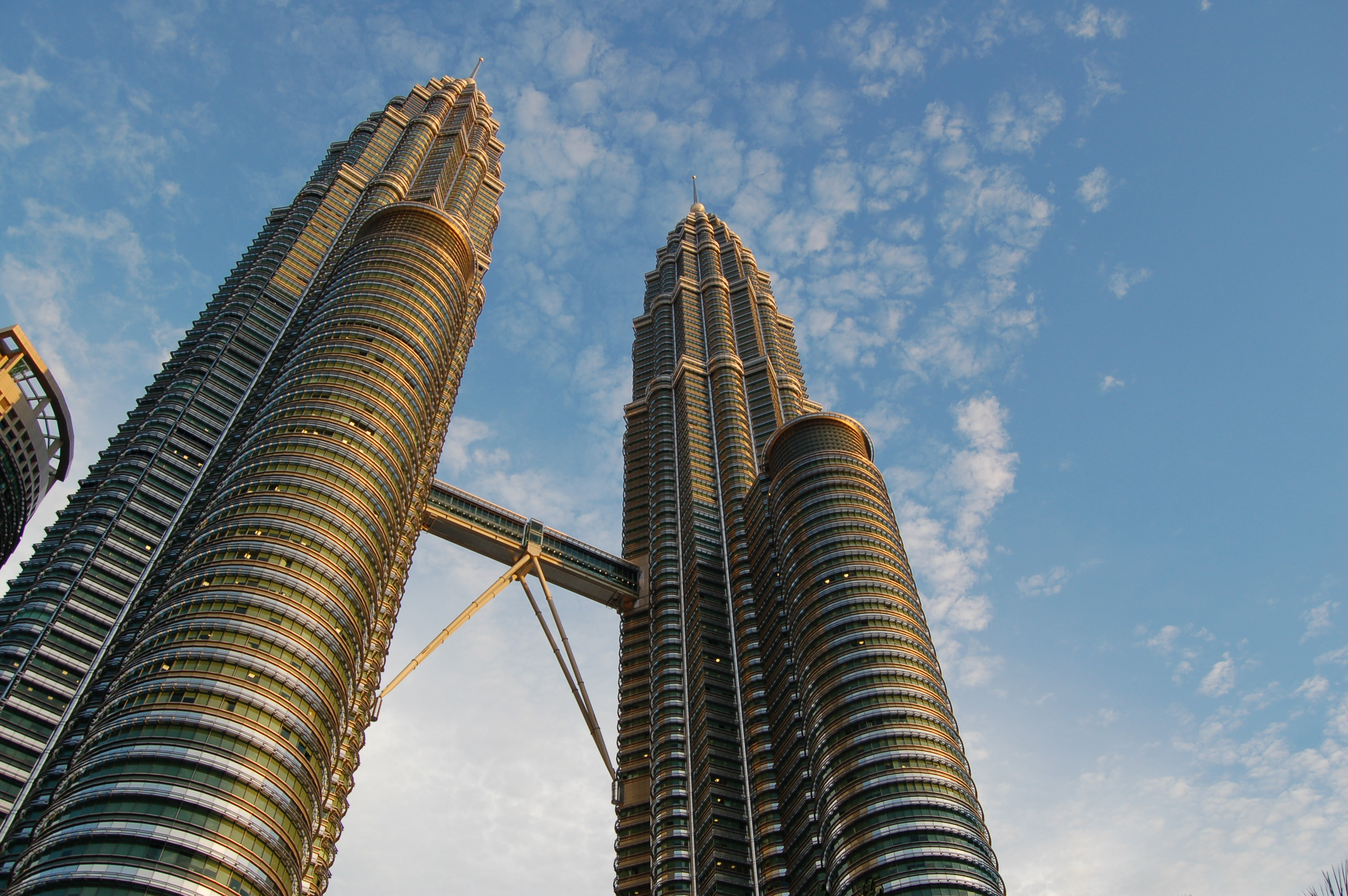
Les torres de dia
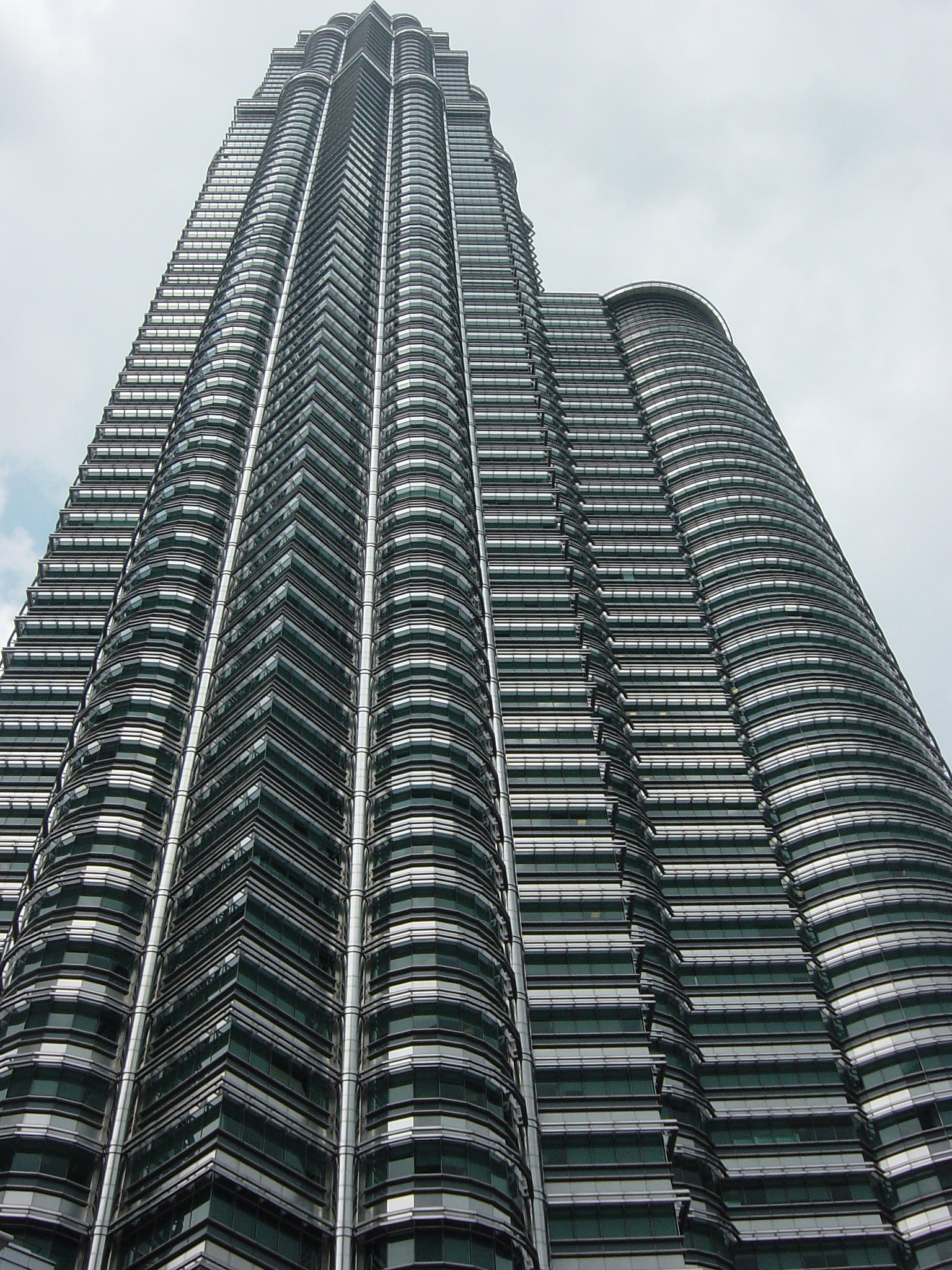
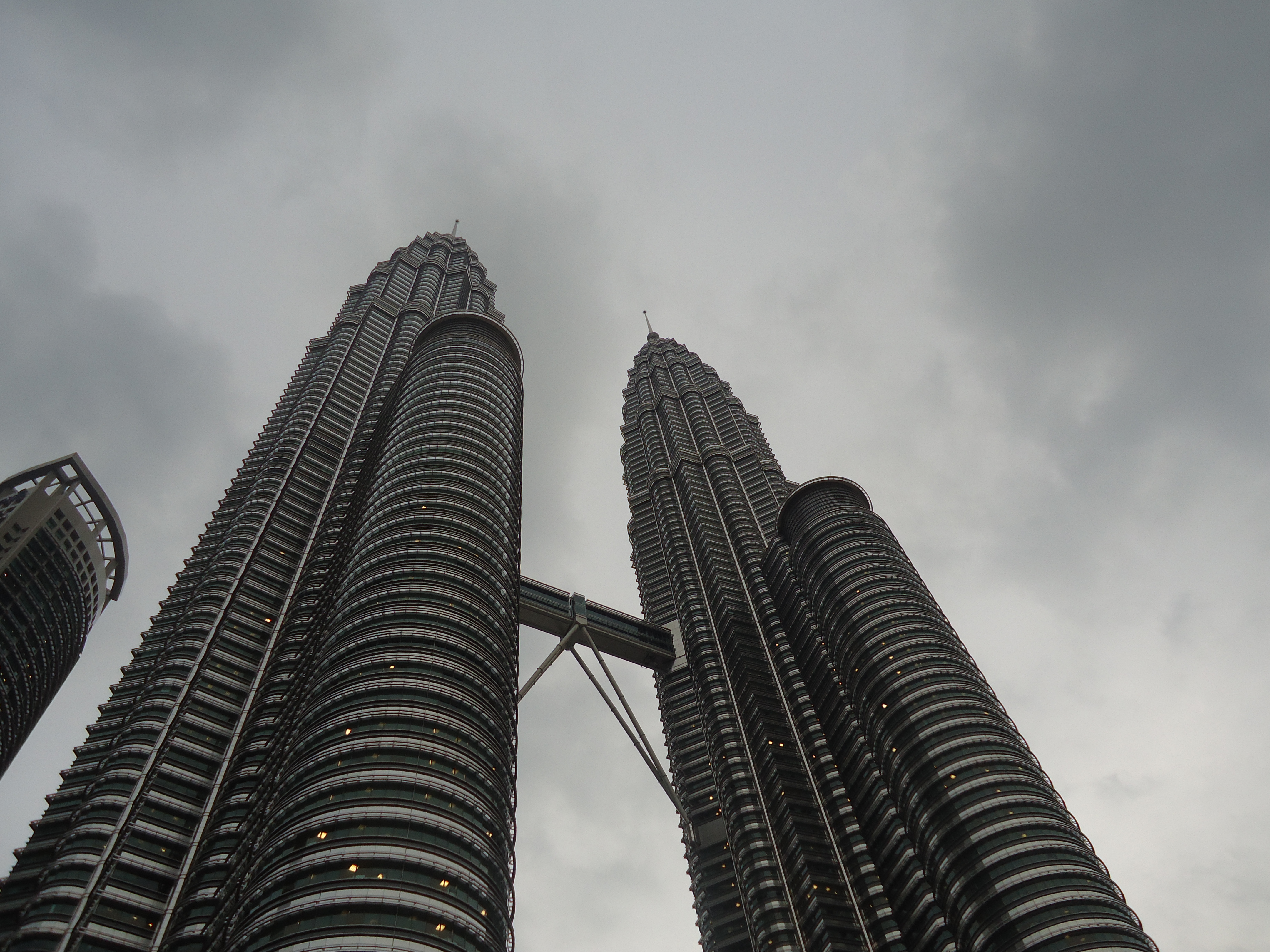